# Burg Hasserode

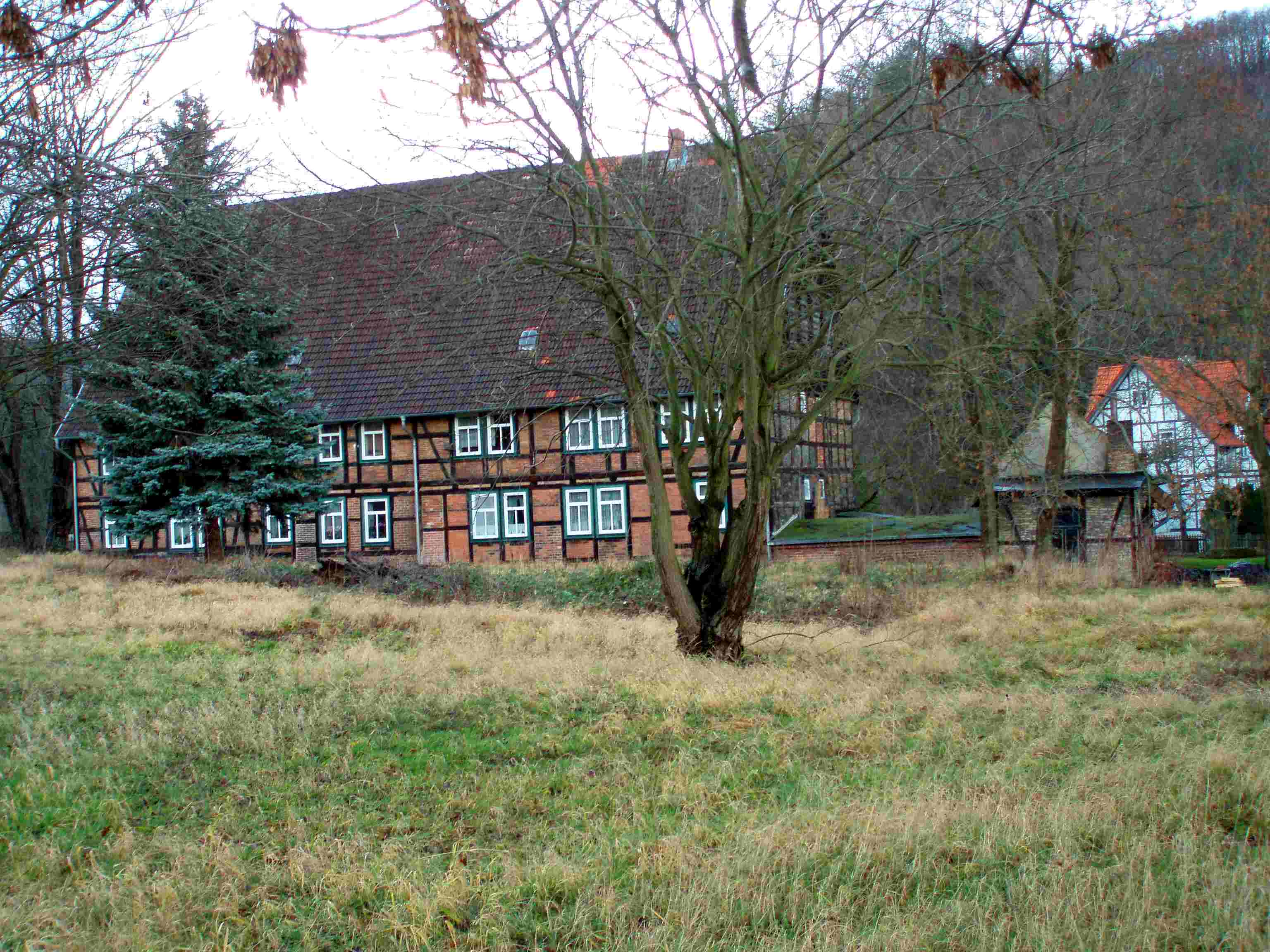
Standort der Burg Hasserode

Die Burg Hasserode im gleichnamigen Stadtteil von Wernigerode am Harz war eine mittelalterliche Befestigungsanlage in der Nähe des Bahnhofs Hasserode der Harzer Schmalspurbahnen. Heute sind davon keine sichtbare Spuren mehr vorhanden.

## Vorgeschichte
Weit in das Mittelalter zurück reicht die archivalisch belegte Geschichte der Harzwälder rings um die einstmals selbständige Gemeinde Hasserode, die seit 1907 ein Stadtteil von Wernigerode ist. Ursprünglich hatte dieses Waldgebiet zum Reichsbannforst gehört, bevor die aus Haimar im Bistum Hildesheim stammenden und im Jahre 1121 erstmals urkundlich erwähnten Grafen von Wernigerode von den römischen Kaisern und deutschen Königen damit belehnt wurden.
Die Grafen von Wernigerode waren wie jedes Herrschergeschlecht bemüht ihren Einflussbereich auszudehnen. Im Harzvorland am Fuße des Huy genannten Gebirgszuges besaßen sie in verschiedenen Dörfern Grundbesitz. Diese Dörfer unterstanden jedoch den Grafen von Regenstein. Durch einen geschickten Schachzug versuchten die Wernigeröder Grafen, die Untertanen dieser Dörfer enger an sich zu binden, indem sie den dortigen Bauern Holznutzungsrechte in ihren Harzwäldern einräumten. So wird im Jahre 1253 bereits der „Hadebergeberg“ genannt, der noch heute unter dem Namen Heudeberberg bekannt ist und sich südlich des 1525 zerstörten Augustiner-Eremitenklosters Himmelpforten erstreckt. Hier hatte das regensteinische Dorf Heudeber Holznutzungsrechte. Weitere Dörfer erhielten von den Grafen von Wernigerode derartige Rechte spätestens in der Mitte des 14. Jahrhunderts in den Wäldern rechts und links der Holtemme und im Drängetal eingeräumt. Neben Heudeber gehörten Reddeber, Danstedt, Ströbeck, Athenstedt, Aspenstedt, Sargstedt und Runstedt dazu. Diese, meist am Huy gelegenen Gemeinden hatten in einem abgegrenzten Waldbezirk gewisse Berechtigungen, für die sich zu Beginn des 15. Jahrhunderts der Ausdruck Achtwort herausprägte. Unter mittelalterlichen Bedingungen stellte sich die Nutzung dieses Waldgebietes für die ca. 10 bis 30 km vom Harz entfernt liegenden Dörfer sehr problematisch dar. Zu ihrem Schutz und zur besseren Organisation der Bewirtschaftung des Forstes war ein Stützpunkt direkt am Fuße des Harzes nötig. Daher wird angenommen, dass von einigen der Huydörfern aus spätestens in der 1. Hälfte des 13. Jahrhunderts im Harzwald eine Siedlung durch Waldrodung angelegt wurde: das heutige Hasserode. So erklärt sich auch die Tatsache, dass Hasserode wie viele der Huydörfer den Grafen von Regenstein unterstand, obwohl das Gebiet mitten im Herrschaftsbereich der Wernigeröder Grafen lag. Erst am 26. Juni 1343 veränderte sich diese Unterstellung, nachdem die Regensteiner im Machtkampf den Grafen von Wernigerode unterlagen und diesen u. a. die Dörfer Reddeber, Heudeber, Danstedt, Athenstedt und auch Hasserode käuflich abtreten mussten.

## Ersterwähnung
Die Urkunde des Bischofs Ludolf von Halberstadt vom 24. Juli 1236 gilt als erste namentliche Erwähnung von Hasserode. Der sich nach dieser Rodungssiedlung nennende Ritter Tidericus de Hartsrode bezeugt neben anderen Personen, dass der Bischof den Streit um kirchliche Besitzungen in Veltheim beigelegt hat. Dietrich von Hartesrode gehörte zu einem bisher wenig erforschten niederen Adelsgeschlecht, das einerseits zur Dienstmannschaft der Grafen von Wernigerode zählte und andererseits das Marschallamt des Hochstifts Halberstadt verwaltete. Bereits im Zeitraum 1207–1226 wird ein „Thidericus“ als Marschall des Hochstifts genannt, der mit großer Wahrscheinlichkeit der Vater des obengenannten Dietrichs von Hartesrode war. Letzterer ließ sich allem Anschein nach zwischen 1226 und 1236 in der im Entstehen begriffenen und nunmehr von ihm verwalteten dörflichen Ansiedlung am Fuße des Harzes nieder und sich an der Vereinigung von Holtemme- und Drängetal einen befestigten und mit einem Wassergraben umgebenen Wohnsitz errichten. Der genannte Ritter Dietrich von Hartesrode war es auch, der das in einem Seitental unweit seiner Burg gestiftete Augustiner-Eremitenkloster Himmelpforten im Jahre 1253 mit Wald- und Landbesitz ausstattete. Auch in späteren Jahren zeigen sich die Ritter von Hartesrode als großzügige Spender. So stifteten am 7. Februar 1298 die Brüder Johann, Dietrich und Anno von Hartesrode das Grundstück, auf dem damals die Heiligenblutkapelle erbaut worden war, dem Kloster Waterler (heute Wasserleben).
Von ihrem Sitz aus – dem festen Haus oder der Burg – verwalteten die Herren von Hartesrode neben der kleinen dörflichen Ansiedlung als oberste Holzwärter auch den Forstbezirk der acht Huydörfer. Aus der Zeit zwischen 1407 und 1429 stammt die erste bekannte Ordnung über die Holzgerechtigkeit der beteiligten Bürger- und Bauerngemeinden, die von Graf Heinrich von Wernigerode bestätigt wurde. Die Rechte der Dörfer bestanden u. a. darin, dass sie ihr Bau- und Brennholz aus dem festgelegten Waldgebiet nördlich und westlich von Hasserode, für welches sich im 16. Jahrhundert der Name „Landmann“ herausbildete, beziehen durften. Die Nutzung des Waldes war jedoch nicht uneingeschränkt möglich, es war kein Gemeindewald im eigentlichen Sinne, sondern dem Grundherrn, dem jeweils regierenden Grafen von Wernigerode (ab 1429 den Grafen zu Stolberg), standen weiterhin bestimmte Vorrechte zu. So blieb die Jagd den Grafen allein vorbehalten. Weiterhin war es nicht gestattet Tannen-, Ahorn-, Linden- und Eschenholz zu schlagen. Die übrigen Holzarten durften nur in der Zeit von Ostern bis zum 24. Juni gefällt werden und dann auch nur montags, mittwochs und am Sonnabend. Das geschlagene Holz musste nur auf bestimmten Holzwegen abtransportiert und durfte nur für den Eigenbedarf verwendet werden. Über die Einhaltung dieser Ordnung wachte ein eigenes Gericht, dem die Ritter von Hartesrode vorstanden und das auf der Burg Hasserode tagte. Erst nach dem Aussterben der Burgherren in männlicher Folge im Jahre 1398 wurde es in ein Gebäude bei der heute Hohe Warte genannten Anhöhe verlegt.
Der letzte Ritter Ludolf von Hartesrode wurde wie viele seiner Vorfahren in der Chorherrenstiftskirche St. Georgii und St. Sylvestri in Wernigerode beigesetzt. Nach seinem Tod ging das sich über 150 Jahre im Besitz der Herren von Hartesrode befindliche Marschallamt im Hochstift Halberstadt an die Ritter von Rössing über. Der Besitz von Hasserode fiel an die Grafen von Wernigerode als Lehnsherren zurück. Diese verpfändeten Hasserode zunächst an die Stadt Wernigerode. Letztendlich übereignete Graf Heinrich von Wernigerode am 29. Juni 1410 Hof und Dorf „Harteßrode“ mit allen Rechten und nutzbarem Eigentum dem Rat der Stadt Wernigerode. Er behielt sich und seinen Erben lediglich den Blutbann und die Oberhoheit vor. Von dieser Zeit ab sanken die nunmehr zum städtischen Eigentum gehörige und weit vor den Toren Wernigerodes gelegene Burg und Ansiedlung immer mehr in die Bedeutungslosigkeit herab. Äußeres Zeichen dafür war der Verfall der dem St. Andreas geweihten Dorfkirche. Wahrscheinlich wegen ihrer schlechten Vermögenslage und Baufälligkeit gaben am 11. Februar 1488 mehrere Kardinäle allen Gläubigen, welche diese Kirche an gewissen Festen besuchen und für diese ihre mildtätige Hand öffnen würden, für jeden dort zugebrachten Tag hundert Tage Ablass. Das Patronat über die Kirche gehörte dem nur wenige Kilometer von Hasserode entfernten Jungfrauenkloster Drübeck, das zahlreichen Grundbesitz in Hasserode und dem östlich benachbarten Marklingerode hatte. Noch 1486 werden mehrere, an das Kloster Drübeck zinspflichtige Höfe in Hasserode genannt, doch auch diese Höfe verfielen in den folgenden Jahrzehnten. Im Jahre 1530 wurden die Kirchenglocken von Hasserode nach Wernigerode gebracht und 1541 bewilligte die Äbtissin des Klosters Drübeck, Anna Spangenberg, dass die Einkünfte aus Hasserode, das als „desolat“ bezeichnet wird, künftig an die St. Nikolaikirche in Wernigerode gehen sollen. Viele Bewohner des Dorfes waren in die nahegelegene Stadt Wernigerode gezogen. Das Dorf Hasserode war spätestens in der Mitte des 16. Jahrhunderts zu einer Wüstung geworden. Nur ganz wenige Wirtschaftsgebäude im oberen Ortsteil, die für Bergbauzwecke oder als Mühlen am Wasserlauf der Holtemme genutzt wurden, blieben bestehen. Diese Bauten wurden dominiert von der alten Burganlage, die urkundlich nur noch selten Erwähnung findet.

## Baugeschichte
Über das Aussehen der Burg ist kaum etwas bekannt, wie überhaupt relativ wenige Ergebnisse bauhistorischer Forschungen über die Sitze niederer Adelsgeschlechter in Sachsen-Anhalt vorliegen.
Aus der Übereignungsurkunde von 1410 geht hervor, dass es sich um einen befestigten Hof, ein Festes Haus, gehandelt hat. Noch am Ende des 16. Jahrhunderts war der Gebäudekomplex von Wasser umflossen und mit einem gefütterten Graben, Wällen und Mauerwerk umgeben. Der Landschaftsmaler Pramme hat das Aussehen der Anlage in einem seiner Gemälde nachempfunden. Ihm lag eine skizzenhafte Darstellung der Burg auf einem Lageplan aus dem Jahre 1761 vor. Damals fehlte bereits der Burgturm, der 1548/49 an Cordt Welborn zum Abbruch vergeben worden war. Wohl an dessen Stelle wurde 1568 für den Gesindevogt ein neues Küchengebäude errichtet.
Nach einem Unwetter im Jahre 1581 setzte der Glaser „ufm Haus Harssrode“ 140 Fensterscheiben ein, was auf die stattliche Größe der Burg schließen lässt, zumal man bedenken muss, dass Sturmschäden in der Regel nur auf einer Seite eines Gebäudes entstehen.
Zu Beginn der kriegerischen Auseinandersetzungen, die die Grafschaft Wernigerode im Dreißigjährigen Krieg erlebte, richtete der städtische Rat von Wernigerode im Frühsommer 1624 oder 1625 im ihm gehörenden festen Haus Hasserode ein Festgelage für die beiden gräflichen Brüder Heinrich Ernst und Botho Ulrich zu Stolberg aus, bei dem auch die Stadtmusikanten aufspielten.
In den Kämmereirechnungen der Stadt Wernigerode werden mehrfach Ausgaben für die Burg Hasserode genannt. So fanden im Sommer 1625 Bauarbeiten an den Burgtoren statt. 1642 wird der Burggraben erwähnt, nämlich als im Auftrag des Rates von Wernigerode einige Soldaten, die sich auf der Burg Hasserode aufgehalten hatten, geholt werden sollten, flüchtete einer durch den Burggraben. Noch 1768 befanden sich in diesem Wassergraben, dessen Zu- und Abfluss gleichzeitig als Mühlgraben diente, zahlreiche Forellen.
Die Innenausmalung von Saal und Stuben wurde im Sommer 1667 erneuert. Dabei ist von besonderem Interesse, dass man die Wappen in den Fenstern des Festsaales der Burg vergoldete. Doch nur wenige Jahre später werden die Mauern des Gebäudes als baufällig bezeichnet. So fand am 16. Dezember 1676 eine Baubesichtigung auf dem „Hauß Harßroda, deßen Maur einfallen will“ statt. Immer wieder stößt man in den Rechnungen auf Ausgaben für Dachdeckerarbeiten, so im Oktober 1676 oder im August 1683. Für die späteren Jahre finden sich kaum noch Ausgaben für Bauarbeiten an der Burg.
Bereits vor dem ersten Dreißigjährigen Krieg hat es mehrere Straftaten in der unmittelbaren Umgebung der Burg Hasserode gegeben. Besondere Aufregung herrschte hinter den Burgmauern, als hier Elisabeth Horn ein uneheliches Kind zur Welt brachte. Um über die „Hurenbruchssache“ zu beraten, kamen am 7. Juli 1687 mehrere Herren des Stadtrats von Wernigerode „uff der Burg zu Haßroda“ zusammen.

## Abtretung von Hasserode an Brandenburg-Preußen
Mehr als zwei Jahrhunderte gab es um Hasserode keine Auseinandersetzung zwischen der Stadt und dem Grafenhaus Stolberg, das seit 1429 über Wernigerode und die gleichnamige Grafschaft regierte. Da kam es jedoch am 28. Juli 1633 unweit vom Westerntor in Wernigerode zu einer Schlägerei zwischen den beiden Bürgern Christoph Wohlgemuth und Hans Schrader, die unvorhergesehene Folgen hatte. Die Grenze zwischen gräflichen und städtischen Besitzungen verlief vor dem Westerntor recht unübersichtlich. Der neue gräfliche Amtsschösser Johann Bodinus ließ die beiden Raufbrüder vorladen und verordnete den beiden die Entrichtung einer größeren Geldstrafe für die gräfliche Kasse. Als davon die städtischen Beamten erfuhren, fühlten sich diese übergangen, denn die Übeltäter hätten sich nach ihrer Ansicht auf der Stadt gehörigem Grund und Boden geprügelt und demzufolge an die Stadt die Strafe zahlen müssen. In mehreren Schreiben an den Grafen Christoph (II.) zu Stolberg gaben Bürgermeister und Rat der Stadt Wernigerode mit Nachdruck zu verstehen, dass „die Herrschaft Hardsroda mit allen Pertinentien, Rechten und Gerechtigkeiten, auch Gerichte (außer über Kopf und Hände) an den Rath dieser Stadt vor mehr als 200 Jahren eigenthumblich (ge)kommen“ ist. Man verwahrte sich gegen jegliche Eingriffe in die bisherigen Rechte und Freiheiten und forderte die Rückgängigmachung der vom gräflichen Amtsschösser getroffenen Entscheidung.
Der Graf verteidigte sich, dass erst zu prüfen sei, ob die Schlägerei tatsächlich auf dem der Stadt zustehenden Territorium von Hasserode stattgefunden habe. Durch die Kriegsunruhen konnte jedoch dieser Ort zunächst nicht besichtigt werden. So zogen sich die Verhandlungen über den Winter. Da kam es im März 1634 zu einem angeblich erneuten Eingriff des gräflichen Amtsschössers in die Hasserode betreffenden städtischen Gerechtigkeiten. Bodinus ließ ein Grundstück, genannt „der Veckenstetschen Witben Kamp“ vor dem Westerntor verpfänden, da er es für gräflich hielt. Bürgermeister und Rat der Stadt Wernigerode bestritten dies jedoch und behaupteten, dass es „in der Hardsrodischen Jurisdiction belegen“ sei. Sie forderten erneut einen umgehenden Besichtigungstermin. Durch den fortdauernden Krieg scheint es jedoch nicht dazu gekommen zu sein. Erst 1652 wurde ein Vergleich herbeigeführt und im folgenden Jahr neue Mark- und Scheidesteine auf der Grenze zwischen dem städtischen und gräflichen Territorium errichtet, von denen jedoch bereits 1654 an der besonders sensiblen Stelle vor dem Westerntor viele umgefallen waren. Durch den Vergleich und die Setzung der Grenzsteine war der Streit um die Gerechtigkeiten auf dem Territorium von Hasserode zwischen Stadt und Grafenhaus keinesfalls beendet. Er trat in eine neue Phase durch die offene Frage der beiderseitigen Rechte im Waldgebiet Landmann, in dem noch immer einige Huydörfer Holzgerechtigkeiten besaßen. Hinzu kamen noch innerstädtische Auseinandersetzungen zwischen Rat und Bürgerschaft. Der nicht enden wollende Konflikt, in dessen Verlauf u. a. auch das kurfürstlich-brandenburgische Kammergericht eingeschaltet wurde, hatte zur Folge, dass der Kurfürst Friedrich III. von Brandenburg als Oberlehnsherr kurzerhand „das Haus Haßerode mit deßen Pertinentien und von alters her dazugehörigen District, Rechten und Gerechtigkeiten in April … 1694 in Sequestration nehmen“ ließ. Er gliederte das Gebiet als eigenes Amt Hasserode territoriell der Kurmark an und ordnete es den Behörden im Fürstentum Halberstadt unter. Das Amt Hasserode bildete mit 3 ½ Hufen Land das kleinste im Kurfürstentum Brandenburg.
Verwaltungssitz des Amtes wurde nicht die Burg, sondern zunächst das alte Forsthaus. Das lässt darauf schließen, dass entweder in der Burg noch der städtische Vogt seinen Sitz hatte oder dass sich der damalige Erhaltungszustand des Gebäudes bereits nicht mehr für eine dauerhafte Nutzung eignete. Der vom Kurfürst von Brandenburg vorläufig eingesetzte erste Administrator von Hasserode, der Oberberginspektor Julius Questen aus Wernigerode, verstarb nach nur wenigen Wochen Dienstzeit. Dessen Tod veranlasste den Kurfürsten, die bisherige Interimsadministration aufzuheben und den früheren Amtmann von Brumby, Frantz Andreas Hanstein, als neuen Amtmann von Hasserode einzusetzen. Am 7. April 1695 trat Hanstein seinen Dienst im Amts- und Forsthaus Hasserode an. Seine erste Tätigkeit war, die damaligen Bewohner von Hasserode in die Pflicht zu nehmen und von ihnen das Treuegelöbnis auf den Kurfürsten von Brandenburg zu verlangen. Dies geschah „auff der Oberstube zu Haßerode“.
Im noch erhaltenen ersten Protokollbuch der Amtszeit von Frantz Andreas Hanstein wird die Burg Hasserode mehrfach erwähnt. Als Hanstein z. B. erfuhr, dass der gräfliche Amtmann von Veckenstedt veranlasst hatte, die Ützschenbreite, eine zu Hasserode gehörige Wiese am Weg nach Darlingerode, umzupflügen, befahl er den beiden Förstern, dorthin zu eilen und den Bauern ein Pferd auszuspannen „undt solches anhero auf die Burg zubringen“. Auseinandersetzungen mit dem regierenden Grafen Ernst zu Stolberg waren vorbestimmt, denn dieser war der Meinung, dass die Ützschenbreite zu den gräflichen Besitzungen gehören würde. Graf Ernst hatte auf das Entschiedenste, jedoch ohne Erfolg, gegen die Sequestration von Hasserode protestiert. Auf dem Höhepunkt der Streitigkeiten war der Kurfürst von Brandenburg sogar so weit gegangen, im Reglement vom 12. Mai 1699 dem Grafen im Allgemeinen alle Rechte abzusprechen. Der Graf erreichte durch seinen Protest, dass Kurfürst Friedrich III. von Brandenburg am 7. März 1700 sein Kammergericht informierte, dass die strittigen Punkte des Reglements von 1699 solange ausgesetzt bleiben sollen, bis der Graf zu Stolberg gehört ist. Bis zur endgültigen Regelung sollte auch gegenüber dem Magistrat der Stadt Wernigerode der Status quo gelten. Nach langjährigen Auseinandersetzungen willigte der alternde Graf Ernst, um sich „Ruhe und Frieden“ zu verschaffen, schließlich „mit thränenden Augen“ ein, Hasserode und sechs Berge aus dem Landmann genannten Forstgebiet an Brandenburg-Preußen abzutreten. Doch noch vor dem Abschluss eines entsprechenden schriftlichen Vergleiches starb er im Alter von 60 Jahren am 9. November 1710 in Ilsenburg (Harz).
Nach weiteren Verhandlungen zwischen dem erst 19-Jährigen und politisch noch relativ unerfahrenen Grafen Christian Ernst zu Stolberg-Wernigerode und König Friedrich Wilhelm I. in Preußen ließen sich beide Seiten am 19. Mai 1714 in Berlin auf einen Vergleich ein. Im Mittelpunkt stand die Einigung über „unterschiedliche Differentzien, insonderheit … 3. ratione des Hauses Haßerode cum pertinentiis, 4. des Landtmanns undt der Sage Mühle in Haßerode“. Der Graf trat das Haus Hasserode mit allen Zubehör einschließlich der Waldungen endgültig nun auch juristisch an die preußische Krone ab. Lediglich die für die Verarbeitung des Holzes unbedingt benötigte „Ober Sage Mühle hinter der Burg Haßerode“ nebst „Garten, samt dem dabey stehenden kleinen Jäger Hause und Garten wie auch mit dem Platze bey der Mühle, worauf die Sage Blöcke und Dielen geleget worden“, erhielt Graf Christian Ernst zu Stolberg-Wernigerode bei der Festlegung der neuen Grenzen, mit der man am 30. Mai 1714 drei Uhr morgens begann, zurück. Im Territorium der Grafschaft Wernigerode bestand nun mit dem Amt Hasserode eine brandenburg-preußische Exklave, in der wiederum als Enklave das Gebiet rings um die nunmehr gräfliche Sägemühle existierte. Der Sägemüller Hans Holland wurde aus seinen Verpflichtungen gegenüber dem König in Preußen entlassen und musste dem Grafen zu Stolberg-Wernigerode den neuen Untertaneneid leisten.
Die weiteren Details der Übergabe der Burg Hasserode und der dazugehörigen Besitzungen an Brandenburg-Preußen wurden am 21. August 1714 an Ort und Stelle verhandelt. Dabei listete man folgende, zur Burg gehörigen Besitzungen auf, die nunmehr brandenburg-preußisches Territorium wurden:
- „1) Die Burg mit den kleinen Garten, den großen Garten, noch drey Plätze an der Mühlen, so im Anschlage die drey Lähden vor Haßerode genennet werden.
- 2) Die Kuhlwiese und zwei Lähden im Kruge, …
- 3) Der Hohewarts Teich mit der Wiesen und kleinen Lehde dabey, …
- 4) Eine Wiese im Mühlenstelle.
- 5) Eine Wiese bey Martin Ludewigs Papiermühlen, worauf anitzo die Mistkuhle und Backofen befindlich, …
- 6) ½ Morgen unterm Vorkopfe am Eisenberge, ist itzo zu Acker gemacht.
- 7) 2 Lehden im Marcklingerode, …
- 8) Die Saubrücke oder Bürgermeisterwiese, … Item die Himmelpfordte und Itschen Wiese, Kuhbreite, ingleichen der im Forst belegene neue Kalckofen, …“.

Hinzu kamen noch 130 Morgen Ackerflächen am Schmiedeberg, an der Hohen Warte, über Schönerts Mühle und vor Hasserode. In den vorhergehenden Jahrzehnten hatten die Grafen zu Stolberg verschiedene dieser Grundstücke genutzt. Der König Friedrich Wilhelm I. in Preußen verlangte in einem Schreiben vom 2. März 1715 an Graf Christian Ernst zu Stolberg-Wernigerode die „Abtretung derer zu dem Ambte Haßerode annoch gehörigen“ Besitzungen. Der Graf wehrte sich zuerst dagegen, musste jedoch nach nochmaliger Aufforderung des preußischen Königs diese Gebiete der Krone Preußen überlassen. Bereits drei bzw. vier Jahre zuvor hatte man eine Landkarte über den Besitzzubehör der Burg Hasserode in Auftrag gegeben. Sowohl der erste Entwurf dieser Karte aus dem Jahre 1711 und deren zweite Ausfertigung von 1712 zeigen Augenscheinansichten des damaligen Burggebäudes.

## Nutzung und Abriss der Burganlage
Nach dem Umbau wurde die Burg Hasserode spätestens ab 1714 als brandenburg-preußisches Amtshaus genutzt. Aus dieser Zeit stammen die noch heute gebräuchlichen Straßenbezeichnungen Amtsgasse und Amtsfeldstraße. Der Aufwand zur Verwaltung des kleinen Amtes Hasserode stand jedoch in keinem Verhältnis zu den geringen Einnahmen. Nachdem König Friedrich II. 1740 in Preußen die Regierung übernommen hatte, gab es mehrere Pläne „für die Peuplierung des Hasseröder Tales“. Durch die ab 1749 verstärkt einsetzenden Streitigkeiten über Hut- und Weiderechte kam das Vorhaben der Kolonisation erst 1768 zur praktischen Umsetzung. Von Brandenburg-Preußen wurde der Zuzug von Kolonisten gefördert, indem man sie für die ersten 14 Jahre nach der Ansiedlung von allen Abgaben befreite. Durch dieses verlockende Angebot stieg die Einwohnerzahl bis 1775 von 281 auf über 600 und bis 1786 auf 753 an. Die Zahl der Häuser erhöhte sich bis 1813 auf 153. Die neue Ansiedlung hatte den Namen Friedrichsthal erhalten. Seit dem Ende des 18. Jahrhunderts war der Doppelname Hasserode-Friedrichsthal üblich geworden, jedoch verschwand der Name Friedrichsthal im ausgehenden 19. Jahrhundert und es setzte sich die alte Bezeichnung Hasserode für den gesamten Ort durch.
Der zur Burg Hasserode gehörige Landbesitz wurde 1770 in eine königlich-preußische Domäne umgewandelt und verpachtet. Der jeweilige Domänenpächter war gleichzeitig der Amtmann, der seinen Sitz meist in der alten Wasserburg nahm. Die Domäne bestand jedoch nur kurze Zeit. Nicht alle Kolonisten hatten Ackerflächen erhalten, so gab es mehrere Gesuche an den preußischen König zur Aufteilung des Domänenackers. Letztendlich schaltete sich auch die Kirche ein und erreichte, dass der sogenannte Amtsacker in den Jahren 1797–1799 in 112 Teilstücke in der Größe eines Morgens aufgeteilt und durch Losentscheid an die Gemeindeglieder aufgeteilt wurde. Der letzte Domänenpächter erhielt dafür eine nicht geringe finanzielle Entschädigung. Von der alten Burg aus gab es nun kaum noch etwas zu bewirtschaften. Hinzu kam, dass Hasserode endgültig mit der französischen Besetzung ab 1807 seine Funktion als Amtssitz verlor, da es in den Landkanton Wernigerode des Distrikts Blankenburg des Saaledepartements integriert wurde. Nach der Bildung der Provinz Sachsen im Jahre 1816 wurde das Amt Hasserode – wie die gesamte Grafschaft Wernigerode – dem Landrat des neugebildeten Kreises Osterwieck unterstellt. Die kleine gräfliche Enklave innerhalb des Amtes, die das Gebiet um den heutigen Floßplatz mit der oberen Sägemühle, der Försterwohnung und zwei Arbeiterhäusern umfasste, wurde wieder reaktiviert. In dem im September 1818 angefertigten „Topographischen Ortschaftsverzeichnis von der Grafschaft Wernigerode“ wird der gräfliche Besitz in Hasserode wie folgt beschrieben: „Ein im Umfang des von der Grafschaft umschlossenen unmittelbaren königl. Amts Hasserode belegener und davon durch den Vergleich von 1714 wieder zur Grafschaft abgeschiedener, 1806 durch Tausch vergrößerter Bezirk, der südlich der Holzemme liegt und die unterm Beerberge befindliche Blaufarbenfabrik, nördlich und östlich umgiebt. Außer den 4 Wohnungen begreift derselbe den Platz zur Niederlage der Blöche. Die dazu gehörigen Wiesen liegen nördlich der Holzemme unterm Kellerberge. Der Bezirk ist zu klein, als daß ihn die bisherigen Karten ausscheiden und besonders mit Farbe bedecken konnten.“
Die Unterstellung seiner Grafschaft unter den Landrat des preußischen Kreises Osterwieck war für den regierenden Grafen Christian Friedrich zu Stolberg-Wernigerode ein untragbarer Zustand, gegen den er mehrfach beim preußischen König protestierte. Die von ihm geforderte Verwaltungsreform sah auch die Wiederherstellung der 1714 entzogenen gräflichen Rechte über das gesamte Gebiet von Hasserode vor. Nach langwierigen Verhandlungen einigte man sich im § 31 Abs. 3 des am 13. August 1822 in Berlin abgeschlossenen und am 17. September 1822 bestätigten Rezess zwischen Graf Christian Friedrich und dem König Friedrich Wilhelm III. von Preußen, die preußischen Einnahmen in dem „1714 ausgeschiedenen Distrikte von Hasserode und der seitdem erbauten Kolonie Friedrichsthal und dem Landmannsforste, … als früher zur Grafschaft gehörig und von derselben eingeschlossen, dem Herrn Grafen gegen Erlegung des Werths in klingendem Gelde, wie derselbe durch Kommissarien des Finanz-Ministerii abgeschätzt werden wird, außer dem Wege der Licitation käuflich“ zu überlassen. Weitere Verhandlungen hatten zur Folge, dass der Landkreis Osterwieck aufgelöst und die Grafschaft Wernigerode als selbständiger Kreis mit gräflichen Hoheitsrechten zum 1. Januar 1825 dem Regierungsbezirk Magdeburg der preußischen Provinz Sachsen angegliedert wurde. Ein sogenannter Oberbeamter, der zu je einer Hälfte dem regierenden Grafen zu Stolberg-Wernigerode und dem König von Preußen unterstand, war nunmehr bis zur endgültigen Integration der Grafschaft Wernigerode in den preußischen Staat im Jahre 1876 auch für die Verwaltung von Hasserode zuständig. Sein Amtssitz war Wernigerode. Die mittelalterliche Burganlage in Hasserode hatte die längste Zeit als Verwaltungssitz gedient. Sie war nun endgültig überflüssig geworden und ihr bereits desolates Mauerwerk wurde nun endgültig zur Gewinnung von Baumaterial genutzt. Mit dem wertlosen Schutt wurde der Burggraben verfüllt und das eingeebnete Gelände zum Teil der östlich benachbarten Burgmühle zugeschlagen. Die letzten verblieben baulichen Überreste der Burg waren 1845 endgültig verschwunden.
Am 12. Juli 1916 erwarb Ferdinand Karnatzki die alte Burgmühle, die er abreißen und hier die Fabrikgebäude der „Schokoladenwerke Ferdinand Karnatzki AG“ errichten ließ. 1923 stieß man bei Arbeiten zum Erweiterungsbau der Schokoladenwerke auf einen gespalteten Stein, der wohl in der Nordwestecke der Burg vermauert gewesen war. Des Weiteren kamen die Auflager der Zugbrücke sowie Pfähle und Faschinen von der früheren Uferbefestigung des Burggrabens zu Tage. Beim Bau des Kesselhauses soll nach Augenzeugenberichten ein Begräbnisplatz zum Vorschein gekommen sein, dessen Gräbern Waffen und Gefäße beigegeben waren.
Heute erinnern in unmittelbarer Umgebung der früheren Burganlage nur noch die Namen Burgmühlenstraße und Amtsgasse sowie der stattliche Fachwerkbau der Boetersmühle, deren Wasserzufluss einst den Burggraben speiste, an längst vergangene Zeiten.